# Клінч (фільм)
«Клінч» — російський кінофільм 2008 року.

## Сюжет
Головний герой — успішний боксер. Він зустрів красиву і цілеспрямовану підприємицю і зрозумів, що його доля відтепер в її руках. Заради кохання він залишив спорт, прагнучи більше часу проводити зі своєю половинкою. Та ж, навпаки, захопилася побудовою кар'єри понад всякі розумні рамки. Чи встигне жінка зрозуміти, що справжнє її щастя поруч, а не у виблискуючих бізнес-центрах, поки ще є шанс зберегти сім'ю?

## Ролі
| Актор               | Роль                       |
| ------------------- | -------------------------- |
| Катерина Волкова    | Ганна Сергіївна Погодіна   |
| Андрій Кузічєв      | Микола Олексійович Погодін |
| Поліна Кутєпова     | Ольга                      |
| Лариса Мальованна   | мама Ганни                 |
| Володимир Стержаков | Олег Миколайович Клімов    |
| Олег Чудніцов       | Ілля                       |
| Леонід Громов       | Васильєв                   |
| Геннадій Шниптев    | капітан Хромов             |
| Юлія Самойленко     | Лєночка                    |
| Катерина Авдєєва    | дочка Клімова              |
| Юрій Осіпов         | Олександр Михайлович       |

## Знімальна група
- Режисери — Володимир Басов мол., Ольга Басова
- Сценарист — Рауф Кубаєв
- Продюсери — Валентин Опалєв, Олександр Разаренов
- Композитор — Олексій Шелигін